# Mirjam Zohar
Mirjam Zohar (hebrejsky: מרים זוהר, rodným jménem Mirjam Kac; * 1. října 1931) je izraelská divadelní herečka.

## Biografie
Narodila se v Černovicích v Rumunsku (dnešní Ukrajina) do rodiny židovského obchodníka. Během druhé světové války byla desetiletá Mirjam s matkou a bratrem v roce 1941, poté, co nacistické Německo napadlo Sovětský svaz, deportována z rozkazu rumunské fašistické vlády do Podněstří, kde musela tvrdě pracovat v pracovním táboře. V roce 1944 se po osvobození oblasti Rudou armádou rodina vrátila zpět do Černovic. Nedlouho poté byl však její otec zatčen Sověty a deportován. V roce 1946 se s bratrem a matkou přestěhovala to Temešváru. O dva roky později se Mirjam pokusila odjet do britské mandátní Palestiny na jedné z imigračních lodí, ale byla zadržena Brity a poslána do internačního tábora na Kypr. Zde byla držena rok a do Izraele se nakonec dostala až v roce 1949.
K herectví se poprvé dostala již na Kypru v rámci jidiš divadelního souboru. V Izraeli pak její kariéra začala v divadle Ja'akova Mansdorfa, kde ztvárnila hlavní roli ve hře Mirandolina italského dramatika Carla Goldoniho. Její výkon nadchnul herce Šimona Finkla a Ze'eviho Friedlanda z národního divadla ha-Bima, kteří ji povzbudili, aby šla do národního divadla na konkurz. Ten zvládla úspěšně a v roce 1951 se stala členkou jeho souboru. V souladu s předpisy divadla si hebraizovala příjmení na Zohar.
V národním divadle se stala jednou z předních mladých hereček a v 50. letech byla obsazována do hlavních rolí. Ztvárnila tak například Gretchen v Goethově Faustovi, Solveig v Ibsenově Peer Gyntovi a Chanu Seneš ve stejnojmenné hře Aharona Megeda. Zásadní průlom její herecké kariéry přišel s rolí v O'Neillově Anne Christie pod vedením režiséra Hy Kaluse. Vrcholu pak dosáhla s rolí Marthy v Albeeho Kdo se bojí Virginie Woolfové?.
V roce 1961 se provdala za novináře Arje Gelbluma, se kterým má dvě dcery. V roce 1994 opustila národní divadlo a začala hrát v telavivském divadle Bejt Lesin. Za její mimořádné úspěchy na poli herectví jí v roce 1986 byla udělena Izraelská cena, která patří mezi nejvyšší izraelská státní vyznamenání. V květnu 2009 obdržela čestný doktorát od Bar-Ilanovy univerzity.